# Egon Gramer
Egon Gramer (* 2. Juni 1936 in Stuttgart; † 18. Juni 2014 in Tübingen) war ein deutscher Autor, Germanist und Pädagoge.

## Leben
Egon Gramer verbrachte seine Kindheit in Dettingen, den Schulabschluss machte er auf einem jesuitischen Internat. Nach dem Studium der Germanistik und Katholischen Theologie war er zunächst Studienrat in Horb am Neckar. Nach dem Studium der Pädagogischen Psychologie wurde er Professor am Tübinger Seminar für Didaktik und Lehrerausbildung neben seinem Schulunterricht am Eugen-Bolz-Gymnasium Rottenburg.
Bekannt wurde er für seine Workshops Lehrer im Gespräch mit Schriftstellern, die Lehrer mit Arnfrid Astel, Peter Bichsel, Horst Bienek, Werner Dürrson, Hubert Fichte, Martin Graff, Peter Härtling, Ludwig Harig, Eveline Hasler, Franz Hohler, Barbara Honigmann, Elfriede Jelinek, Michael Krüger, Günter Kunert, Herta Müller, Peter Renz, Thomas Rosenlöcher, Friederike Roth, Arnold Stadler, Martin Walser, Otto F. Walter, Urs Widmer und Paul Wühr, zusammenbrachte.
Egon Gramer lebte in Tübingen; sein Grab befindet sich auf dem Tübinger Bergfriedhof.

## Werk
Neben der Herausgabe von Lesebüchern für den Deutschunterricht und zahlreichen Veröffentlichungen für Fachzeitschriften befasste sich Egon Gramer vor allem mit der deutschsprachigen Gegenwartsliteratur. Gleichzeitig verfasste er zahlreiche Arbeiten für den Hörfunk.
Zum Mörike-Jahr 2004 konzipierte und organisierte er Das junge Mörike-Festival in Blaubeuren.
2005 veröffentlichte Egon Gramer seinen autobiografischen Debütroman Gezeichnet: Franz Klett. Den Stoff verdankte er seinen regelmäßigen Besuchen im Heimatdorf: Dort bekam er in den Siebzigerjahren des vorigen Jahrhunderts Tüten mit "Erinnerungsmüll" eines früh verstorbenen ehemaligen Schulkameraden zugesteckt. Er schrieb die Texte ab und ließ sie bis 2003 ruhen. Erst nach seiner Pensionierung verarbeitete er sie innerhalb eines halben Jahres zur Geschichte seines rätselhaften, tragischen Helden. „Der Knackpunkt sei gewesen, dass er nun selber darin vorkomme. Und zwar in Gestalt des gelegentlichen Dorf-Heimkehrers Helmut, der dabei auf den Sohn des verstorbenen Außenseiters trifft, und der seine Erinnerungen zusammenpuzzelt. ‚Erfunden habe ich gar nichts, aber ich musste die Farben mischen.‘“ (zitiert aus Schwäbisches Tagblatt vom 20. September 2005). Über Arnold Stadler erfuhr Martin Walser von dem Roman und sprach von einem "Sprachwunder".

## Veröffentlichungen (Auswahl)
- Die Sprache der Werbung, in: Der Deutschunterricht 20 (1968) Heft 5
- Versuche mit dem neuen Hörspiel, in: Der Deutschunterricht 23 (1971) Heft 5
- Was mit der Sprache los ist. Zu den Lektionen von Ludwig Harig, in: Akzente 5 / 1972
- Spiel mit Werbung (!) Spiel Werbung mit (?), in: Der Deutschunterricht 25 (1973) Heft 5
- Der Bumms oder Fußnoten zur Rolle des Fußes im bundesdeutschen Fußball, in: Ludwig Harig, Dieter Kühn (Hrsg.): Netzer kam aus der Tiefe des Raumes – Notwendige Beiträge zur Fußball-Weltmeisterschaft, Hanser Verlag, München 1974
- Die Schule der Nation ist die Schule, in: Akzente 2 / 1974
- Unterrichtsbeobachtung – Beobachtungen im Unterricht. Lehrerrolle – Schülerrolle, in: Helmut Frommer (Hrsg.): Handbuch Praxis des Vorbereitungsdienstes. Band 1: Erziehungswissenschaftliche Grundlegungen, Schwann-Bagel, Düsseldorf 1981
- Verhöre im September, in: Lutz Hagestedt (Hrsg.): Paul Wühr – Materialien zu seinem Werk, Friedl Brehm Verlag, Feldafing 1987, ISBN 3-921763-94-0
- Literarisch unterwegs im Elsaß – auf den Spuren von Lenz, Büchner, Oberlin, in: Pädagogisches Forum 3 / 1991
- Colon entdecken, in: Lehren und Lernen 10 / 1992
- Spurensuche vor Ort, in: Lehren und Lernen 3 / 1994
- Lehrerbilder, in: Volker Huwendiek (Hrsg.): Leitfaden Schulpraxis, Cornelsen, Berlin 1994
- Michael Spohn, in: Brigitte Bausinger: Literatur in Reutlingen. Ein Wegweiser, Oertel und Spörer, Reutlingen 1996
- WortSpielOrt – Ludwig Harig zum Siebzigsten, (als Hrsg.) Deutsche Schillergesellschaft, Marbach am Neckar 1997
- Zum Beginn das Ende. Zur Technik des wahrhaftigen Erzählens: In: Benno Rech (Hrsg.): Sprache fürs Leben, Wörter gegen den Tod: ein Buch über Ludwig Harig. Gollenstein Verlag, Blieskastel 1997
- Was soll der Lehrer nicht alles sein?, in: Foyer – Schulen im Austausch Heft 7 / 2000
- Fremde Fremde. Fremde Freunde. Fremdes Ich, in: Foyer Heft 9 / 2001
- Mc Mörike oder wo Deutschlands Schüler Weltmeister sind, in: Foyer Heft 12 / 2004
- Nachwort zu: Eduard Mörike Idylle vom Bodensee, Insel Verlag, Frankfurt/Main und Leipzig 2004, ISBN 3-458-34798-4
- Gezeichnet: Franz Klett, Roman, Piper Verlag, München 2005, (TB 2007 ISBN 978-3-492-24866-2)
- Zwischen den Schreien, Roman, Piper Verlag, München 2007, ISBN 978-3-492-05038-8
- Der Löwe von Dettingen, in: Rottenburg im Nationalsozialismus. Von der Machtergreifung zum Kriegsbeginn 1933 bis 1945. Begleitband zum Ausstellungsprojekt von Stadtarchiv und Diözesanarchiv Rottenburg am Neckar, 52./53. Band der Schriftenreihe Der Sülchgau Seite 96–132, Geiger-Verlag, Horb am Neckar 2009
- Eine kleine Lehrer Sprech Stunde für Ludwig Harig. Von Pythagoras und auch von mir. Eine Dreiecksgeschichte, in: Uta Kutter, Guntram Zürn (Hrsg.): Im Anfang war das Wort. Literarisches Porträt. Ludwig Harig zum Achtzigsten. Akademie für gesprochenes Wort, Stuttgart 2010, ISBN 978-3-9813599-1-6
- Allerscheinheiligen, Roman, Klöpfer & Meyer, Tübingen 2012, ISBN 978-3-86351-037-4

### Arbeiten für den Hörfunk
Egon Gramer publizierte für den SDR, SWF und SWR:
- Hörspiele: Herzliches Beileid (1981); Abhauen (1983); Heimkommen und Gemischtes Doppel (1985); Generalüberholung und Ein Testfall (1986); Ein langer Samstag (1987); Die Räuberprobe (1988); Leichte Schlaganfälle (1989); Alter Narr (1990); Heiße Spur im Wasser (1991); Die Tonspur sei die Falle (1993); Stell dich nicht an, stell dich aus und Container – Schredder – Runners High (2002); Zug und Gegenzug (2003); Ein kühler Grill (2004); Sieben gegen Paris (2008).
- Reisefeatures über Paris, Wien, Ecuador (1994ff)

## Auszeichnungen
Für seine ironischen Beobachtungen des Körper-Fitness-Jugend-Wahns im Hörspiel Container – Schredder – Runners High erhielt Gramer 2002 den 1. Preis im SWR-Mundarthörspiel-Wettbewerb.
Gezeichnet: Franz Klett wurde 2005 nominiert für den Deutschen Buchpreis (Longlist). Für diesen Erstlingsroman wurde er 2007 mit dem Berthold-Auerbach-Literaturpreis ausgezeichnet. Die Jury würdigte ihn als Fortsetzung „der Auerbachschen Dorfgeschichte in einer zeitgemäßen und qualitätvollen Weise“ und hob sein „Bemühen um die literarische Konservierung spezifischer lokaler Eigenheiten und schwäbischer Ausdrücke“ besonders hervor, „ein Bestreben, das auch Berthold Auerbach zu seinen Werken über seinen Geburtsort Nordstetten bewegt“ habe.